# Rizing Zephyr Fukuoka
El Rizing Zephyr Fukuoka es un equipo de baloncesto de Japón, cuya sede se encuentra en la ciudad de Fukuoka. Desde 2016 el equipo pertenece a la Conferencia Oeste de la B.League, anteriormente jugó en la extinta Bj league.

## Jugadores destacados
- Isaiah Armwood
- David Doblas
- Zane Johnson
- Sean Marshall
- Kevinn Pinkney
- Nick Washburn

## Entrenadores
- Joe Bryant (2014-15)
- Josep Clarós (2016,2020)
- Iurgi Caminos